# Zhao Haiyu
Zhao Haiyu – chiński zapaśnik w stylu wolnym. Zdobył brązowy medal w mistrzostwach Azji w 2007 roku.